# جوگرا

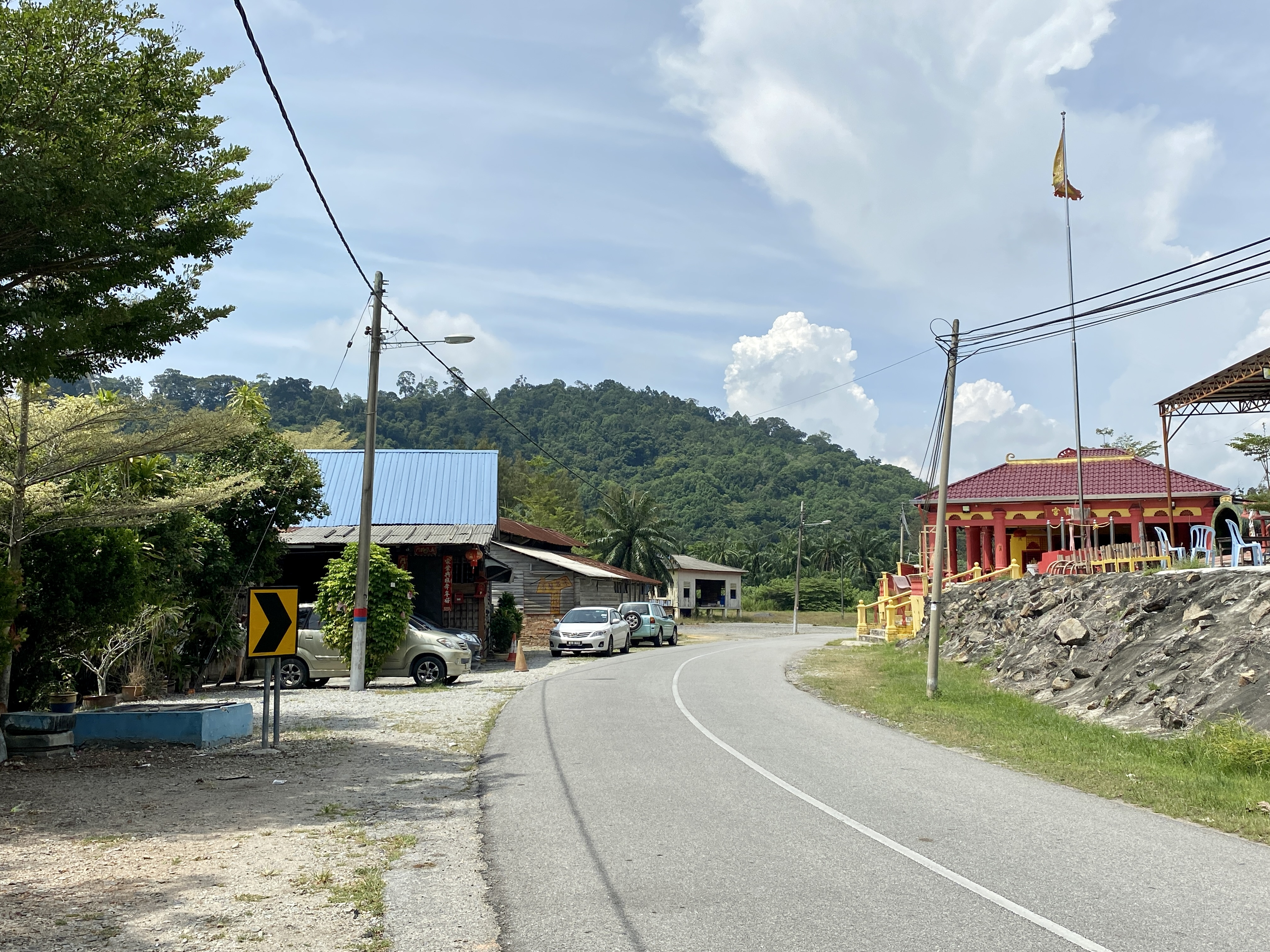
جوگرا

جوگرا در منطقه کوالا لانگات

جوگرا (به انگلیسی: Jugra) (جاوی: جوڬرا، چینی: 蚶山) یک موکیم، شهرک تاریخی و شهرک سلطنتی سابق در منطقه کوالا لانگات، ایالت سلانگور، مالزی است. این شهرک به واسطه رود لانگات از پولائو کری جدا شده است. مدیریت شهرک توسط حوزه ۱۶ شورای شهر کوالا لانگات انجام می‌گیرد.

## مکان دیدنی
از جمله مکان‌های دیدنی در این شهرک قدیمی، کاخ‌های پادشاهی همچون ایستانا بندر، آرامگاه یادمانی سلطان عبدالصمد، آرامگاه یادمانی سلطنتی و چند مسجد همچون مسجد علاءالدین است. در آن حوالی از بوکیت جوگرا (تپه جوگرا) برای پاراگلایدینگ استفاده می‌شود.